# 沙子镇 (平乐县)
沙子镇，是中华人民共和国广西壮族自治区桂林市平乐县下辖的一个乡镇级行政单位。

## 行政区划
沙子镇下辖以下地区：
沙子街社区、保和村、围梓村、维新村、沙子村、安隆村、义和村、治平村、保安村、安全村和协中村。

## 中国传统村落
2012年，沙子村被评为首批“中国传统村落”。